# PPPPPP
PPPPPP è un manga shōnen scritto e disegnato da Mapollo 3, serializzato sulla rivista Weekly Shōnen Jump di Shūeisha dal 17 settembre 2021 al 27 febbraio 2023.

## Trama
Kuon Otogami, uno dei più grandi pianisti della storia, ha avuto sette figli, ognuno dei quali dotato di un talento incredibile e di una grandissima passione per il pianoforte. Un giorno i loro genitori hanno divorziato e si sono divisi, la madre ha preso con sé Lucky, mentre il padre gli altri sei fratelli. Mentre quest'ultimi sono riusciti a diventare noti in tutto il mondo grazie al proprio talento, Lucky è stato costretto a vivere una vita misera, infatti sua madre è caduta in coma e il parente che lo ha preso in affidamento lo trattava molto male, inoltre viene considerato mediocre rispetto ai suoi fratelli. Un giorno la madre di Lucky si risveglia dal coma e scopre che le rimane solo un anno di vita, così Lucky decide di diventare un pianista professionista in modo che sua madre possa vederlo esibirsi con i suoi fratelli prima di morire.

## Media

### Manga
L'opera, scritta e disegnata da Mapollo 3, è stata annunciata sul 41º numero del Weekly Shōnen Jump, il 13 settembre 2021, ed ha iniziato la serializzazione nel numero successivo il 17 settembre dello stesso anno. La serie si è conclusa il 27 febbraio 2023. Il primo volume tankōbon è stato pubblicato il 4 gennaio 2022; al 2 maggio 2023 i volumi totali ammontano a 8.
In Italia la serie è stata annunciata durante il Lucca Comics & Games 2022 da Dynit che l'ha pubblicata dal 28 aprile 2023 al 21 marzo 2025.

#### Volumi
| 1 | 4 gennaio 2022 | ISBN 978-4-08-883006-3 | 28 aprile 2023   | ISBN 978-88-3355-380-1 |
| 1 | Capitoli - 1. (ボンサイラッキー?, Bonsai Rakkī) - 2. (ライフエクスペクタンシー?, Raifu Ekusupekutanshī) - 3. (ダダモンバトル?, Dadamon Batoru) - 4. (レ?, Re) - 5. (タイタン?, Taitan) - 6. (歓喜?, Kanki) - 7. (喝采?, Kassai) |                        |                  |                        |
| 2 | 4 aprile 2022 | ISBN 978-4-08-883116-9 | 30 giugno 2023   | ISBN 978-88-3355-402-0 |
| 2 | Capitoli - 8. (すべてはラに?, Subete wa Ra ni) - 9. (・・・ーーー・・・?) - 10. (シューティング?, Shūtingu) - 11. (スター?, Sutā) - 12. (-1P?, Mainasu 1 Pī) - 13. (レイジロウ?, Reijirō) - 14. (レッツゴ~ジャポ~ン?, Rettsu Gō Japōn) - 15. (サンキューフォービーイングボーン?, Sankyū fō Bīingu Bōn) - 16. (ミ?, Mi)                                                                         |                        |                  |                        |
| 3 | 4 luglio 2022 | ISBN 978-4-08-883158-9 | 4 agosto 2023    | ISBN 978-88-3355-423-5 |
| 3 | Capitoli - 17. (エリーゼアナリーゼ?, Erīze Anarīze) - 18. (ミモ?, Mimo) - 19. (恐ろしき開幕?, Osoroshiki kaimaku) - 20. (歪みの森の不死身女王?, Yugami no mori no fujimi joō) - 21. (悲しいね?, Kanashii ne) - 22. (音上家?, Otogami-ke) - 23. (夜空に希望?, Yozora no kibō) - 24. (あの子供?, Ano kodomo) - 25. (マイフェアリーレーディー?, Mai Fearī Rēdī)                                   |                        |                  |                        |
| 4 | 2 settembre 2022 | ISBN 978-4-08-883225-8 | 27 ottobre 2023  | ISBN 978-88-3355-444-0 |
| 4 | Capitoli - 26. (なんてことはないあの海の日の?, Nante koto wanai ano uminohi no) - 27. (バイユアフェアリー?, Bai yua fearī) - 28. (ミステイクが1つ?, Misuteiku ga hitotsu) - 29. (ミーミンアナリーゼ?, Mīmin Anarīze) - 30. (泣く王女のための喜びの?, Naku ōjo no tame no yorokobi no) - 31. (-2P?, Mainasu 2 Pī) - 32. (ミーミン?, Mīmin) - 33. (音上ぶらんど?, Otogami Burando) - 34. (4on4?) |                        |                  |                        |
| 5 | 4 novembre 2022 | ISBN 978-4-08-883356-9 | 15 dicembre 2023 | ISBN 978-88-3355-470-9 |
| 5 | Capitoli - 35. (ファ?, Fa) - 36. (空は舞える?, Sora wa maeru) - 37. (12月21日?, Jūni-gatsu nijūichi-nichi) - 38. (ハッピーバースデー?, Happī Bāsudē) - 39. (さようならありがとう?, Sayōnara arigatō) - 40. (入場?, Nyūjō) - 41. (ザンゲANDホープ?, Zange ando Hōpu) - 42. (ザンゲANDボッユボユ?, Zange ando Boyyuboyu) - 43. (トゥーラウンドツー?, Tū Raundo Tsū)                              |                        |                  |                        |
| 6 | 4 gennaio 2023 | ISBN 978-4-08-883421-4 | 16 febbraio 2024 | ISBN 978-88-3355-491-4 |
| 6 | Capitoli - 44. (レッツゴ~ニュ~ワ~ルド?, Rettsu Gō Nyū Wārudo) - 45. (選んで?, Erande) - 46. (ジーニアスプリンセスとフェアリークイーン?, Jīniasu Purinsesu to Fearī Kuīn) - 47. (過渡期?, Katoki) - 48. (ソ?, So) - 49. (テンサイラッキー?, Tensai Rakkī) - 50. (簡単化?, Kantanka) - 51. (ダダダダーン?, Dadadadān) - 52. (重く重く?, Omoku omoku)                                             |                        |                  |                        |
| 7 | 4 aprile 2023 | ISBN 978-4-08-883450-4 | 24 maggio 2024   | ISBN 978-88-3355-512-6 |
| 7 | Capitoli - 53. (パクるのってたのしい？?, Pakuru notte tanoshii?) - 54. (理解した?, Rikaishita) - 55. (終わり開幕?, Owari kaimaku) - 56. (それでも、?, Sore de mo,) - 57. (大切な、宝石降る遊園地?, Taisetsu na, hōseki furu yūenchi) - 58. (ファンタ?, Fanta) - 59. (最期に少し思い出す?, Saigo ni sukoshi omoidasu) - 60. (フルスコア?, Furusu Koa) - 61. (テンペスト?, Tenpesuto)            |                        |                  |                        |
| 8 | 2 maggio 2023 | ISBN 978-4-08-883549-5 | 21 marzo 2025    | ISBN 978-88-3355-574-4 |
| 8 | Capitoli - 62. (思考停止による思考開始?, Shikō teishi ni yoru shikō kaishi) - 63. (空は舞えると思えたのは?, Sora wa maeru to omoeta no wa) - 64. (なんでかちよつと思い出す?, Nande kachiyo tsuto omoidasu) - 65. (ピースなミミメロ?, Pīsu na Mimimero) |                        |                  |                        |

## Accoglienza
Steven Blackburn di Screen Rant recensendo il primo capitolo del manga ha affermato che i conflitti presentati nella storia sono caratteristici di serie shōnen di successo come Black Clover di Yūki Tabata e Naruto di Masashi Kishimoto, sostenendo che si sono altri fattori che "suggeriscono ulteriormente la probabilità che PPPPPP possa aver successo", come ad esempio la presenza di elementi soprannaturali. Blackburn ha anche affermato: "In puro stile shōnen, questo nuovo manga di Shōnen Jump non si basa sull'immaginazione del lettore per catturare il potere della musica. Maporou 3-gō fa in modo che una melodia commovente possa indurre le persone a avere visioni".
La serie è stata nominata per il Next Manga Award 2022 nella categoria manga cartacei e si è classificata al 5º posto su 50 candidati.